# 대청도
대청도(大靑島)는 북쪽으로 백령도, 동쪽으로 조선민주주의인민공화국 황해남도 옹진군과 마주한 섬으로, 소청도와 함께 인천광역시 옹진군 대청면에 속한다. 면적은 12.623km2, 인구는 2015년 12월 말 주민등록 기준으로 1,392명, 756가구이다.

## 지리
대청도는 서해상의 섬 가운데 조선민주주의인민공화국과 인접해 있는 서해 5도에 속하는 섬이다. 인근에는 소청도(小靑島)와 무인도인 갑죽도가 있다. 대청도의 삼각산(三角山, 343m) 등 산지가 많아 농경지는 섬 북쪽에 좁게 형성되어 있다. 주민들은 주로 어업에 종사하며, 면내에 어획물 저장시설과 급유시설, 위탁판매장 등 수산업관계 시설이 있다.

## 지질
대청도에 분포하는 대청층군은 하부 지두리층과 상부 독바위층으로 구성된다. 대청층군 퇴적암의 쇄설성 저어콘에 대한 SHRIMP U-Pb 연령 측정 결과 가장 젊은 연령은 1069±23 Ma으로 대청층군의 퇴적 시기는 약 10억년 전 이후이며 퇴적암을 형성한 퇴적물의 약 30%는 고원생대 스타테로스기(Statherian)의 화성암으로부터, 나머지는 중원생대(1.6~1.7 Ga)의 화성암으로부터 기원하였다. 이는 백령층군에서 보고된 결과와 유사해 두 층군이 동일 지질시대의 퇴적암이며 퇴적물 근원지도 비슷함을 지시한다.

## 대청해전
대청도 동쪽 약 9 km 지점, 곧 북방한계선 부근에서 2009년 11월 10일 11시경에 대한민국 해군과 조선인민군 해군 간에 전투가 벌어졌다.

## 산림유전자보호구역
2000년 4월 20일 산림청은 인천광역시 옹진군 대청면 대청리 산25-1번지 일원의 1ha와 대청리 281-1번지 일원의 2ha 규모 소나무 숲이 진귀한 임상을 띠고 있어 산림유전자보호구역으로 지정했다.

## 같이 보기
- 대청면
- 대청해전
- 대청도의 동백나무 자생 북한지
- 서해 5도
- 북방한계선
- 조선 서해 해상 군사분계선